# Pinocchio/Se te ne vai
Pinocchio/Se te ne vai è un singolo di Heather Parisi, pubblicato nel 1991.
Scritto da Pino Daniele, era la sigla del varietà pomeridiano del sabato e della domenica di Rai 2 Ciao Weekend del 1991, condotto assieme a Giancarlo Magalli e contenuta nell'album Io, Pinocchio..
Il lato B del disco contiene Se te ne vai, scritta da Mino Vergnaghi, contenuta nello stesso album..

## Tracce
Lato A
1. Pinocchio – 3:51 (Pino Daniele)

Durata totale: 3:51
Lato B
1. Se te ne vai – 3:23 (Mino Vergnaghi)

Durata totale: 3:23